# Bloc (jeu de la vie)
Pour les articles homonymes, voir Bloc.

le bloc

Le bloc (de l'anglais block) est l'objet le plus commun du jeu de la vie, et est donc l'unité de base de la fréquence d'apparition des objets du jeu de la vie. C'est la plus petite structure stable. Le bloc est un carré de 2 sur 2 et est stable car chacune de ses cellules est reliée à trois autres, et les cellules extérieures n'ont qu'une ou deux voisines, trop peu pour naître.

## Découverte
Le bloc a été l'un des premiers objets du jeu de la vie et la première structure stable à avoir été découverte, car il a six prédécesseurs directs (c'est-à-dire qui créent en une génération un bloc) d'au plus six cellules, dont un de 3 cellules, ce qui explique son abondance.

Un prédécesseur de 3 cellules, le triomino L.
Un prédécesseur de 4 cellules.
Un prédécesseur de 4 cellules.
Un prédécesseur de 5 cellules.
Un prédécesseur de 5 cellules.
Un prédécesseur de 6 cellules.

Tous ces objets donneront un bloc à la prochaine génération.

## Utilisation
Le bloc est vital pour la stabilisation des navettes du canon à gliders de Bill Gosper car il peut détruire complètement une "ruche". En effet, il détruit continuellement les "ruches" que les deux navettes produisent continuellement. Le bloc peut aussi stabiliser des grandes lignes instables (dans des oscillateurs ou des grosses structure stables, comme dans l'horloge. Dans des constructeurs universels, il peut être utilisé pour stocker de l'information.